# 美濃部貞亮
美濃部 貞亮（みのべ ていりょう、1853年（嘉永6年5月） - 1904年（明治37年）8月19日）は、日本の弁護士、政治家。

## 経歴
尾張国出身。山田松斎の門下にて学んだ後、明治法律学校（現明治大学）で磯部四郎から学び、1882年に仁杉英（のちの衆議院議員）らと共に、「治罪法詳解」を著した。名古屋にて弁護士を開業した後、1888年愛知県会議員となり、愛知県会副議長に就任。1890年の第1回衆議院議員総選挙で愛知県第11区から出馬し、当選した。

## 家族
曾孫がイオングループ創業者の岡田卓也。玄孫にはイオングループ経営者の岡田元也と政治家の岡田克也（外務大臣、元民主党党首）などがいる。